# Aksarka
Aksarka (rusky Аксарка) je osada v Jamalo-něneckém autonomním okruhu v Rusku, je správním centrem Přiuralského okresu. Žije zde 4 352 obyvatel (2021).

## Etymologie
Aksarka v překladu z chantštiny znamená Liščí čumák.

## Geografie
Aksarka se nachází na pravém břehu řeky Ob, 52 km východně od Salechardu. Osada se nachází na hranici polárního kruhu.

## Historie
První zmínka o osadě je z roku 1897, kdy je v záznamu zmiňován něnecký tábor Oksarkovskije jurty. Tento rok je považován za rok založení osady.
V roce 1900 zde vzniklo obchodní středisko kupecké společnosti Michal Plotnikov a synové, které bylo i pobočkou konzervárny Aksarkovskoje. Až do roku 1917 měl Plotnikovův obchodní dům monopol na výlov ryb v Obském zálivu. Jeho hlavní příjmy ale plynuly z loďstva, které obstarávalo přes Aksarku výměnu veškerého zboží mezi severem a jihem řeky.
V letech 1930 až 1932 byly do Aksarky přesídlování tzv. kulaci z jižního a středního Uralu. V roce 1933 žilo v zemljankách 1049 ruských vyhnanců a pouze 4 rodiny (20 lidi) domorodců.
V roce 1940 se vesnice stala správním centrem Přiuralského okresu.
Na jaře 2021 byl v Aksarce vysvěcen první pravoslavný chrám, jehož výstavba trvala deset let.

## Doprava
Z Aksarky vede silnice do Salechardu, kde je letiště. Mezi Aksarkou a Salechardem existuje pravidelné autobusové spojení.
Nejbližší železniční stanice se nachází v Labytnangi.
Na řece Ob v Aksarce je vybudované molo.